# Василевка (Захарьевский район)
Василевка (укр. Василівка) — село, относится к Захарьевскому району Одесской области Украины.
Население по переписи 2001 года составляло 485 человек. Почтовый индекс — 66730. Телефонный код — 4860. Занимает площадь 1,66 км². Код КОАТУУ — 5125280503.

## Местный совет
66730, Одесская обл., Захарьевский р-н, с. Василевка